# タンジル
タンジル（生没年不詳）は、大元ウルスに仕えたタタル部将軍の一人。『元史』での漢字表記は旦只児(dànzhǐér)。

## 概要
タンジルの前半生については全く記録がないが、1270年（至元7年）に南宋領四川遠征軍の指揮官として初めて現れる。同年には馬湖江で南宋軍を破り、1272年（至元9年）には建都の蛮を討伐した。1274年（至元11年）には嘉定を攻略し、続いて瀘州・叙州を下して重慶では南宋の将軍の張万を破った。その後再び背いた瀘州が叛乱を起こすと引き返してこれを破り、安楽山の戦いでは首級500を挙げ南宋の軍船4を奪取する功績を挙げた。1277年（至元14年）春には瀘州を再び陥落させ、兵を集結させた張万と合州で戦い、タンジルは精鋭1000名とともに再び張万軍を破った。これらの功績により、タンジルは管軍千戸の地位を授けられた。
南宋領の平定が進む一方で北方では「シリギの乱」の勃発によって状勢が急変し、西方では「シリギの乱」に呼応して東進したカイドゥの攻撃に晒された。そこでタンジルも劉整らとともに西方のホータンに派遣され、1282年（至元19年）には諸王カバン・元帥マングタイとともに叛王兀盧をホータンで破った。1283年（至元20年）には諸王ババがホータンに攻めてきたが、タンジルは配下の500名のみでこれを破り、この功績により副万戸に昇格となった。1289年（至元26年）には「信武将軍・平陽等路万戸府ダルガチ」とされたが、これは四川行省に設置された29の屯田の一つの平陽軍屯を管轄する職であった。タンジルが亡くなると、息子の建都不花が後を継いだ。